# Stanley Ratifo
Stanley Ratifo (Halle, 5 dicembre 1994) è un calciatore mozambicano con cittadinanza tedesca, attaccante del Chemie Lipsia e della nazionale mozambicana.

## Carriera

### Club
Ha trascorso la carriera nelle serie minori tedesche (mai oltre la terza divisione, principalmente tra la quarta e la quinta).

### Nazionale
Nel 2017 ha esordito nella nazionale mozambicana, con la quale nel 2023 ha anche partecipato alla Coppa d'Africa.

## Statistiche

### Cronologia presenze e reti in nazionale
| Cronologia completa delle presenze e delle reti in nazionale ― Mozambico | Cronologia completa delle presenze e delle reti in nazionale ― Mozambico | Cronologia completa delle presenze e delle reti in nazionale ― Mozambico | Cronologia completa delle presenze e delle reti in nazionale ― Mozambico | Cronologia completa delle presenze e delle reti in nazionale ― Mozambico | Cronologia completa delle presenze e delle reti in nazionale ― Mozambico | Cronologia completa delle presenze e delle reti in nazionale ― Mozambico | Cronologia completa delle presenze e delle reti in nazionale ― Mozambico |
| Data                                                                     | Città                                                                    | In casa                                                                  | Risultato                                                                | Ospiti                                                                   | Competizione                                                             | Reti                                                                     | Note                                                                     |
| ------------------------------------------------------------------------ | ------------------------------------------------------------------------ | ------------------------------------------------------------------------ | ------------------------------------------------------------------------ | ------------------------------------------------------------------------ | ------------------------------------------------------------------------ | ------------------------------------------------------------------------ | ------------------------------------------------------------------------ |
| 25-3-2017                                                                | Maputo                                                                   | Mozambico                                                                | 2 – 0                                                                    | Angola                                                                   | Amichevole                                                               | -                                                                        | 87’                                                                      |
| 28-3-2017                                                                | Beira                                                                    | Mozambico                                                                | 1 – 0                                                                    | Lesotho                                                                  | Amichevole                                                               | -                                                                        | 46’                                                                      |
| 10-6-2017                                                                | Ndola                                                                    | Zambia                                                                   | 0 – 1                                                                    | Mozambico                                                                | Qual. Coppa d'Africa 2019                                                | 1                                                                        | 90’                                                                      |
| 2-9-2017                                                                 | Maputo                                                                   | Mozambico                                                                | 1 – 1                                                                    | Kenya                                                                    | Amichevole                                                               | -                                                                        | 82’                                                                      |
| 8-9-2018                                                                 | Maputo                                                                   | Mozambico                                                                | 2 – 2                                                                    | Guinea-Bissau                                                            | Qual. Coppa d'Africa 2019                                                | -                                                                        |                                                                          |
| 13-10-2018                                                               | Maputo                                                                   | Mozambico                                                                | 1 – 2                                                                    | Namibia                                                                  | Qual. Coppa d'Africa 2019                                                | -                                                                        | 86’                                                                      |
| 16-10-2018                                                               | Windhoek                                                                 | Namibia                                                                  | 1 – 0                                                                    | Mozambico                                                                | Qual. Coppa d'Africa 2019                                                | -                                                                        |                                                                          |
| 23-3-2019                                                                | Bissau                                                                   | Guinea-Bissau                                                            | 2 – 2                                                                    | Mozambico                                                                | Qual. Coppa d'Africa 2019                                                | 1                                                                        | 83’                                                                      |
| 26-5-2019                                                                | Umlazi                                                                   | Mozambico                                                                | 1 – 2                                                                    | Namibia                                                                  | Coppa COSAFA 2019                                                        | -                                                                        |                                                                          |
| 28-5-2019                                                                | Umlazi                                                                   | Seychelles                                                               | 0 – 0                                                                    | Mozambico                                                                | Coppa COSAFA 2019                                                        | -                                                                        |                                                                          |
| 30-5-2019                                                                | Umlazi                                                                   | Mozambico                                                                | 1 – 1                                                                    | Malawi                                                                   | Coppa COSAFA 2019                                                        | -                                                                        | 46’                                                                      |
| 4-9-2019                                                                 | Belle Vue                                                                | Mauritius                                                                | 0 – 1                                                                    | Mozambico                                                                | Qual. Mondiali 2022                                                      | -                                                                        | 90’                                                                      |
| 10-9-2019                                                                | Maputo                                                                   | Mozambico                                                                | 2 – 0                                                                    | Mauritius                                                                | Qual. Mondiali 2022                                                      | -                                                                        | 87’                                                                      |
| 18-11-2019                                                               | Praia                                                                    | Capo Verde                                                               | 2 – 2                                                                    | Mozambico                                                                | Qual. Coppa d'Africa 2021                                                | -                                                                        | 77’                                                                      |
| 8-10-2020                                                                | Óbidos                                                                   | Guinea-Bissau                                                            | 1 – 0                                                                    | Mozambico                                                                | Amichevole                                                               | -                                                                        | Ingresso                                                                 |
| 13-10-2020                                                               | Rio Maior                                                                | Mozambico                                                                | 0 – 3                                                                    | Angola                                                                   | Amichevole                                                               | -                                                                        | 84’                                                                      |
| 16-11-2020                                                               | Maputo                                                                   | Mozambico                                                                | 0 – 2                                                                    | Camerun                                                                  | Qual. Coppa d'Africa 2021                                                | -                                                                        |                                                                          |
| 2-6-2022                                                                 | Johannesburg                                                             | Mozambico                                                                | 1 – 1                                                                    | Ruanda                                                                   | Qual. Coppa d'Africa 2023                                                | 1                                                                        | 89’                                                                      |
| 8-6-2022                                                                 | Cotonou                                                                  | Benin                                                                    | 0 – 1                                                                    | Mozambico                                                                | Qual. Coppa d'Africa 2023                                                | -                                                                        | 73’                                                                      |
| 24-3-2023                                                                | Diamniadio                                                               | Senegal                                                                  | 5 – 1                                                                    | Mozambico                                                                | Qual. Coppa d'Africa 2023                                                | -                                                                        |                                                                          |
| 28-3-2023                                                                | Maputo                                                                   | Mozambico                                                                | 0 – 1                                                                    | Senegal                                                                  | Qual. Coppa d'Africa 2023                                                | -                                                                        | 78’                                                                      |
| 18-6-2023                                                                | Butare                                                                   | Ruanda                                                                   | 0 – 2                                                                    | Mozambico                                                                | Qual. Coppa d'Africa 2023                                                | -                                                                        | 72’                                                                      |
| 9-9-2023                                                                 | Maputo                                                                   | Mozambico                                                                | 3 – 2                                                                    | Benin                                                                    | Qual. Coppa d'Africa 2023                                                | -                                                                        | 61’                                                                      |
| 13-10-2023                                                               | Faro                                                                     | Angola                                                                   | 1 – 1                                                                    | Mozambico                                                                | Amichevole                                                               | -                                                                        | 46’                                                                      |
| 16-11-2023                                                               | Maputo                                                                   | Botswana                                                                 | 2 – 3                                                                    | Mozambico                                                                | Qual. Mondiali 2026                                                      | 1                                                                        | 7’                                                                       |
| 19-11-2023                                                               | Maputo                                                                   | Mozambico                                                                | 0 – 2                                                                    | Algeria                                                                  | Qual. Mondiali 2026                                                      | -                                                                        | 73’                                                                      |
| 6-1-2024                                                                 | Johannesburg                                                             | Mozambico                                                                | 2 – 0                                                                    | Lesotho                                                                  | Amichevole                                                               | -                                                                        | 46’                                                                      |
| 8-1-2024                                                                 | Johannesburg                                                             | Botswana                                                                 | 1 – 0                                                                    | Mozambico                                                                | Amichevole                                                               | -                                                                        | 46’                                                                      |
| 14-1-2024                                                                | Abidjan                                                                  | Egitto                                                                   | 2 – 2                                                                    | Mozambico                                                                | Coppa d'Africa 2023 - 1º turno                                           | -                                                                        | 66’                                                                      |
| 19-1-2024                                                                | Abidjan                                                                  | Capo Verde                                                               | 3 – 0                                                                    | Mozambico                                                                | Coppa d'Africa 2023 - 1º turno                                           | -                                                                        | 46’                                                                      |
| 22-1-2024                                                                | Abidjan                                                                  | Mozambico                                                                | 2 – 2                                                                    | Ghana                                                                    | Coppa d'Africa 2023 - 1º turno                                           | -                                                                        | 73’                                                                      |
| 7-6-2024                                                                 | Maputo                                                                   | Mozambico                                                                | 2 – 1                                                                    | Somalia                                                                  | Qual. Mondiali 2026                                                      | 1                                                                        | 55’ 70’                                                                  |
| 10-6-2024                                                                | El Jadida                                                                | Guinea                                                                   | 0 – 1                                                                    | Mozambico                                                                | Qual. Mondiali 2026                                                      | -                                                                        | 59’                                                                      |
| 6-9-2024                                                                 | Bamako                                                                   | Mali                                                                     | 1 – 1                                                                    | Mozambico                                                                | Qual. Coppa d'Africa 2025                                                | -                                                                        | 77’                                                                      |
| 10-9-2024                                                                | Maputo                                                                   | Mozambico                                                                | 2 – 1                                                                    | Guinea-Bissau                                                            | Qual. Coppa d'Africa 2025                                                | -                                                                        | 55’                                                                      |
| 11-10-2024                                                               | Maputo                                                                   | Mozambico                                                                | 1 – 1                                                                    | eSwatini                                                                 | Qual. Coppa d'Africa 2025                                                | 1                                                                        |                                                                          |
| 14-10-2024                                                               | Mbombela                                                                 | eSwatini                                                                 | 0 – 3                                                                    | Mozambico                                                                | Qual. Coppa d'Africa 2025                                                | 1                                                                        | 75’                                                                      |
| 15-11-2024                                                               | Maputo                                                                   | Mozambico                                                                | 0 – 1                                                                    | Mali                                                                     | Qual. Coppa d'Africa 2025                                                | -                                                                        | 69’                                                                      |
| 19-11-2024                                                               | Bissau                                                                   | Guinea-Bissau                                                            | 1 – 2                                                                    | Mozambico                                                                | Qual. Coppa d'Africa 2025                                                | 1                                                                        | 65’                                                                      |
| 20-3-2025                                                                | Il Cairo                                                                 | Mozambico                                                                | 3 – 1                                                                    | Uganda                                                                   | Qual. Mondiali 2026                                                      | 1                                                                        | 87’                                                                      |
| 25-3-2025                                                                | Tizi Ouzou                                                               | Algeria                                                                  | 5 – 1                                                                    | Mozambico                                                                | Qual. Mondiali 2026                                                      | -                                                                        | 73’                                                                      |
| Totale                                                                   |                                                                          | Presenze                                                                 | 41                                                                       |                                                                          | Reti                                                                     | 9                                                                        |                                                                          |